# South Spicer Island
South Spicer Island är en ö i Kanada.   Den ligger i territoriet Nunavut, i den nordöstra delen av landet, 2 500 km norr om huvudstaden Ottawa. Arean är 218 kvadratkilometer.
Terrängen på South Spicer Island är mycket platt. Öns högsta punkt är 40 meter över havet. Den sträcker sig 21,0 kilometer i nord-sydlig riktning, och 15,8 kilometer i öst-västlig riktning.
Trakten runt South Spicer Island består i huvudsak av gräsmarker. Trakten runt South Spicer Island är nära nog obefolkad, med mindre än två invånare per kvadratkilometer.